# Bulbophyllum microthamnus
Bulbophyllum microthamnus là một loài phong lan thuộc chi Bulbophyllum.